# Mzimba
Mzimba es una ciudad de Mzimba un distrito de Malaui. En el distrito se encuentran descendientes de los pueblos Tumbuka y Ngoni.
El distrito de Mzimba comprende un número de Autoridades Tradicionales del pueblo Ngoni. La cabeza de estas autoridades tradicionales, o jefe supremo (Inkosi ya Makosi), es M'Mbelwa IV.

## Demografía
| Año  | Población |
| ---- | --------- |
| 1987 | 7 687     |
| 1998 | 13 869    |
| 2008 | 26 224    |

## Residentes Notables
- Goodall Edward Gondwe
- Isaac Chimwemwe Chisi